# Chiesa di Sant'Antonio Abate (Saronno)
La chiesa di Sant'Antonio abate è un edificio religioso del comune italiano di Saronno.

## Storia

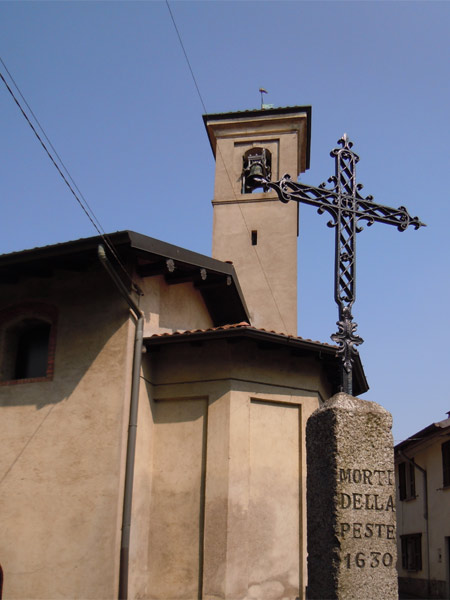
La stele che ricorda la pestilenza del 1630

Le prime notizie documentate del tempio risalgono al 1385; nel 1576, in occasione dell'epidemia di peste, fu costruito un lazzaretto attiguo. Ogni anno, il 17 gennaio, nei suoi pressi si tiene l'antichissima Sagra di Sant'Antonio, con la benedizione degli animali.

## Architettura
Notevoli sono tre nicchie ricavate sulle pareti. In una è sistemata una reliquiario contenente alcune ossa di appestati ed una scultura di Sant'Antonio, nella seconda una statua di San Rocco e nella terza una statua in marmo riproducente San Giovanni. Nell'abside c'è una scultura in marmo della Madonna e una statua di Sant'Ambrogio. La facciata è decorata con un mosaico che rappresenta Sant'Antonio, posato durante i restauri eseguiti tra il 1966 e il 1967.